# 埃薩阿拉縣
9°43′44″S 150°47′20″E / 9.729°S 150.789°E
埃薩阿拉縣（英語：Esa'ala District），是巴布亞新畿內亞的縣份之一，位於新畿內亞島東南部，由米爾恩灣省負責管轄，首府設於埃薩阿拉，面積2,322平方公里，2011年人口54,467，人口密度每平方公里23人。